# Kraftwerk Duisburg-Huckingen
Das Kraftwerk Huckingen ist ein Gaskraftwerk der Hüttenwerke Krupp Mannesmann (HKM) auf dem Betriebsgelände des Hochofenstahlwerkes der HKM im Duisburger Stadtteil Hüttenheim, die Betriebsführung erfolgt durch RWE Generation. Der Name leitet sich von der ehemaligen Zugehörigkeit des Hüttenwerks zum Stadtteil Huckingen her.

## Technischer Aufbau
Das Kraftwerk besteht aus zwei gasgefeuerten Blöcken A und B mit je 307 MW elektrischer Leistung. Es arbeitet im Verbund mit dem Hüttenwerk, verbrennt Kuppelgas aus der Hochofenstahlerzeugung (Gichtgas) und aus der betriebseigenen Kokerei (Kokereigas). Bei Bedarf, etwa zum Anfahren oder bei Betriebsstörungen im Hüttenwerk, kann das Kraftwerk alternativ mit Erdgas befeuert werden. Im Gegenzug zur Gaslieferung liefert das Kraftwerk Strom und Prozessdampf an das Stahlwerk. Stromüberschüsse werden in das öffentliche Netz eingespeist. Der Netzanschluss erfolgt über die Schaltanlage Mündelheim auf der 220-kV-Höchstspannungsebene in das Stromnetz des Übertragungsnetzbetreibers Amprion.
Das Kraftwerk liegt direkt am Rhein, wird jedoch nicht direkt mit Flusswasser gekühlt, sondern über Nasskühltürme, die mit Zusatzwasser aus dem Rhein versorgt werden.

## Geschichte
Vor 1975 betrieben die HKM ein eigenes Kraftwerk. Im Zuge einer Modernisierung des Hüttenwerkes mit Neubau eines Hochofens schlossen die HKM 1971 einen Energiedienstleistungsvertrag mit RWE, welcher den Neubau und Betrieb eines größeren und moderneren Kraftwerkes beinhaltete. Das neue Kraftwerk wurde ab 1973 errichtet, im September 1975 ging Block A ans Netz, etwas mehr als ein Jahr später folgte Block B.
In den Betriebsjahren seit 1975 verdoppelte sich der Anfall an Kuppelgasen aufgrund von Betriebsumstellungen im Hüttenwerk, womit auch die durchschnittliche Stromproduktion von ehemals 130 MW auf heute rund 300 MW stieg.
Wegen des gestiegenen Kuppelgasanfalls wurde das Kraftwerk mehrfach modifiziert. 1995 wurde die Feuerung derart umgebaut, dass separate Brenner für Gicht- und Koksgas reserviert waren.
Heute wird nur jeweils einer der zwei Blöcke in Grundlast zur Versorgung des Hüttenwerkes betrieben, der zweite Block dient zur Besicherung des ersten und als Spitzenlastreserve für das Hüttenwerk und das RWE-Netz. Letztere Funktion kommt aufgrund von Preisschwankungen auf den liberalisierten Strommärkten etwa seit dem Jahr 2000 verstärkt zum Tragen.
Zum 31. Dezember 2013 verkaufte RWE die zuletzt 2008 und 2011 modernisierten Blöcke des Kraftwerks für 99 Millionen Euro an die HKM. Die Betriebsführung wird weiterhin von RWE erbracht. Der Betriebsführungsvertrag hatte eine Laufzeit bis zum 31. Dezember 2024, wurde 2023 aber bis 2029 verlängert.

## Galerie

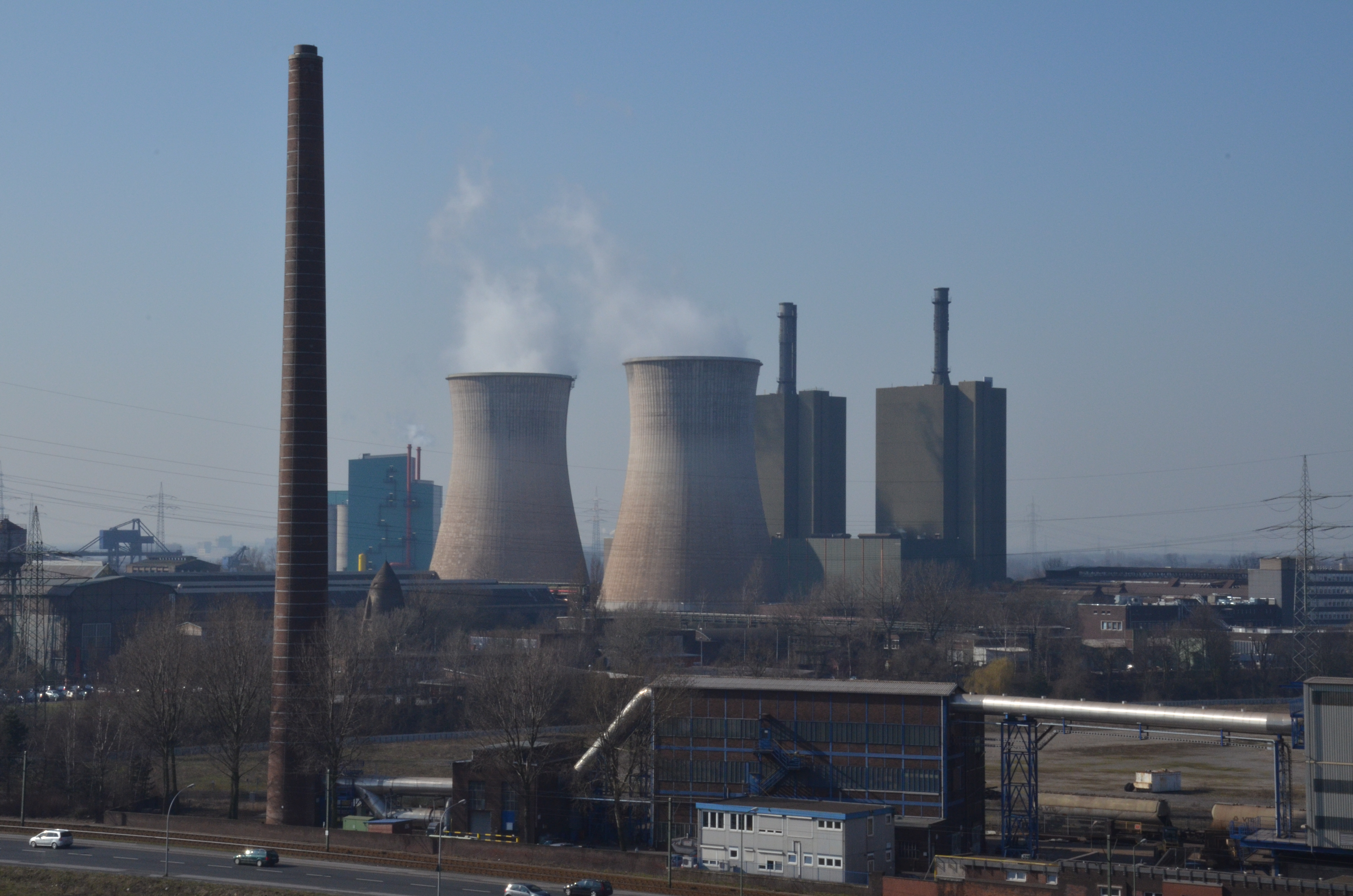
Ausblicke von der Heinrich-Hildebrand-Höhe im Angerpark
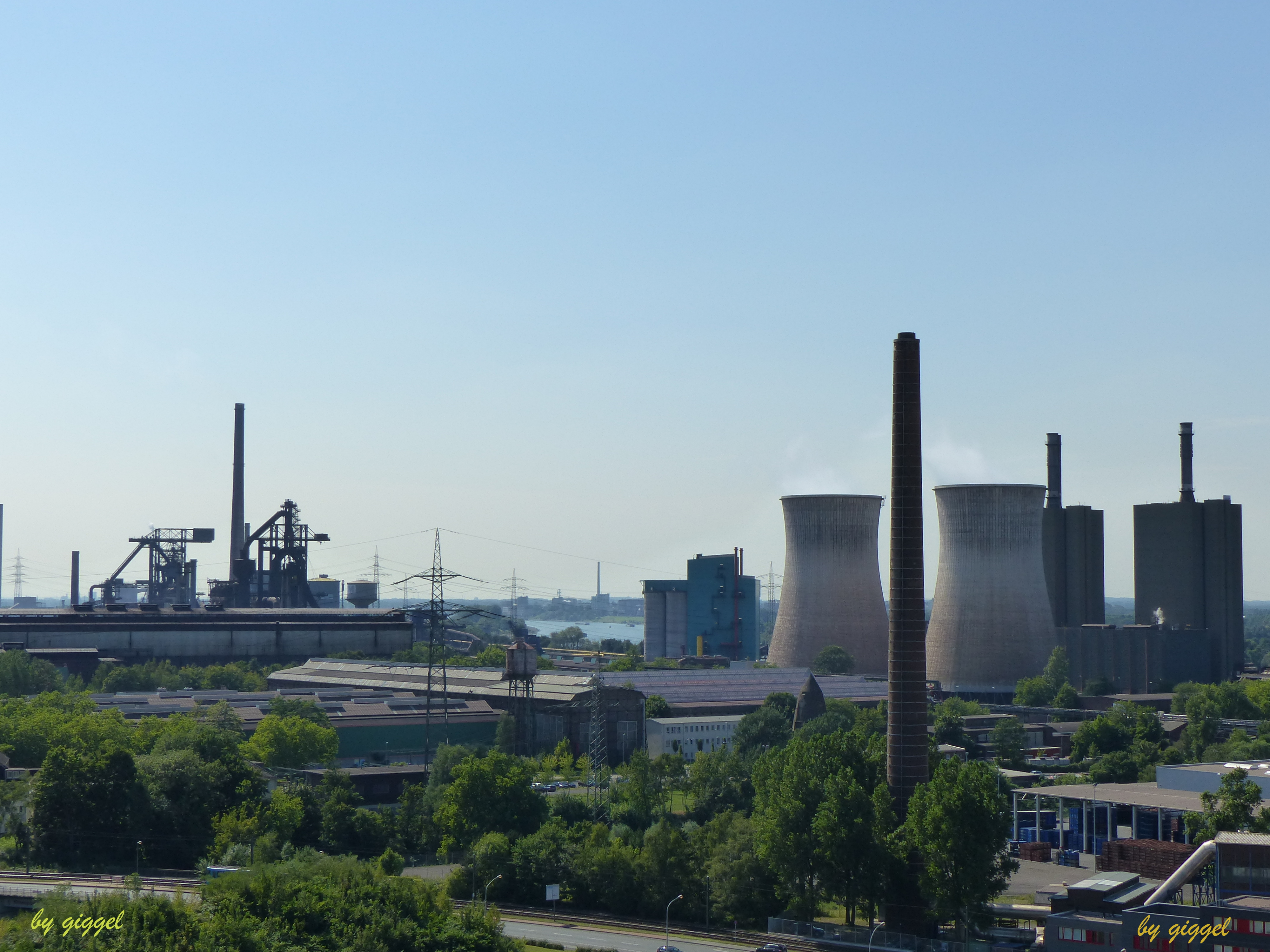
Kraftwerk Duisburg-Huckingen mit Werksgelände
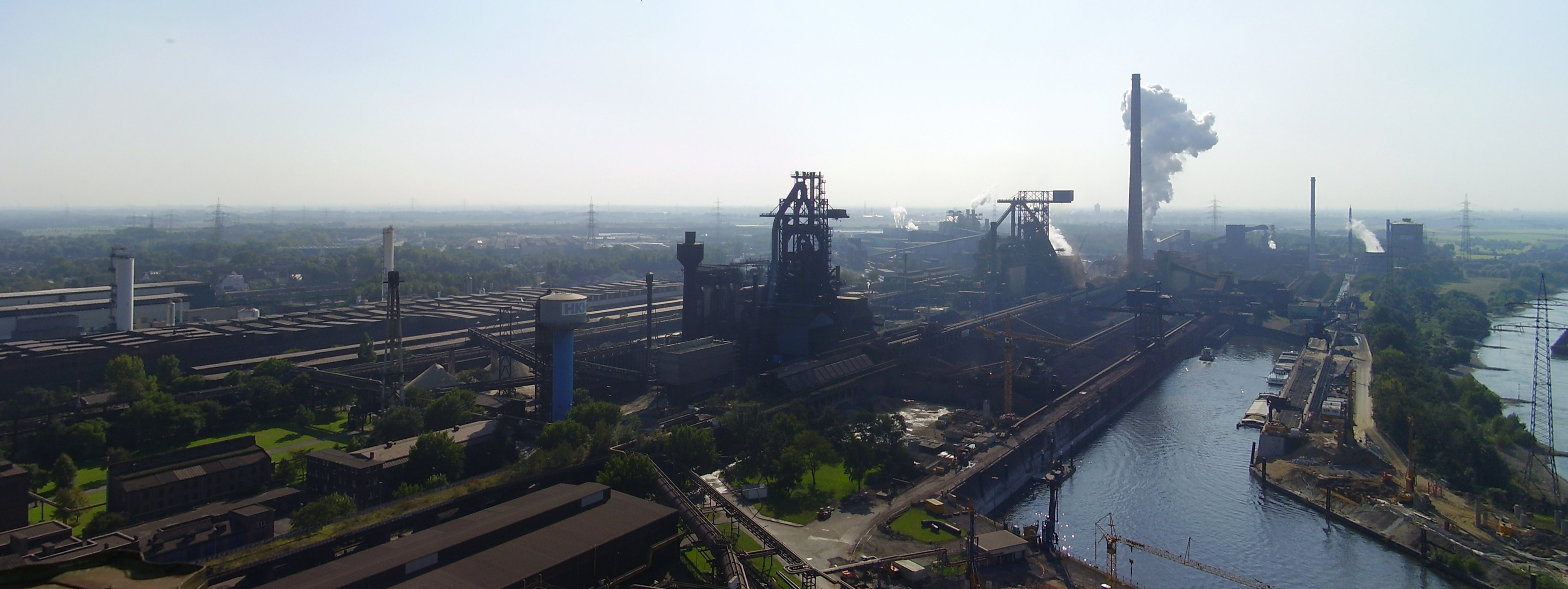
Hüttenwerke Krupp Mannesmann vom Kraftwerk Huckingen aus fotografiert
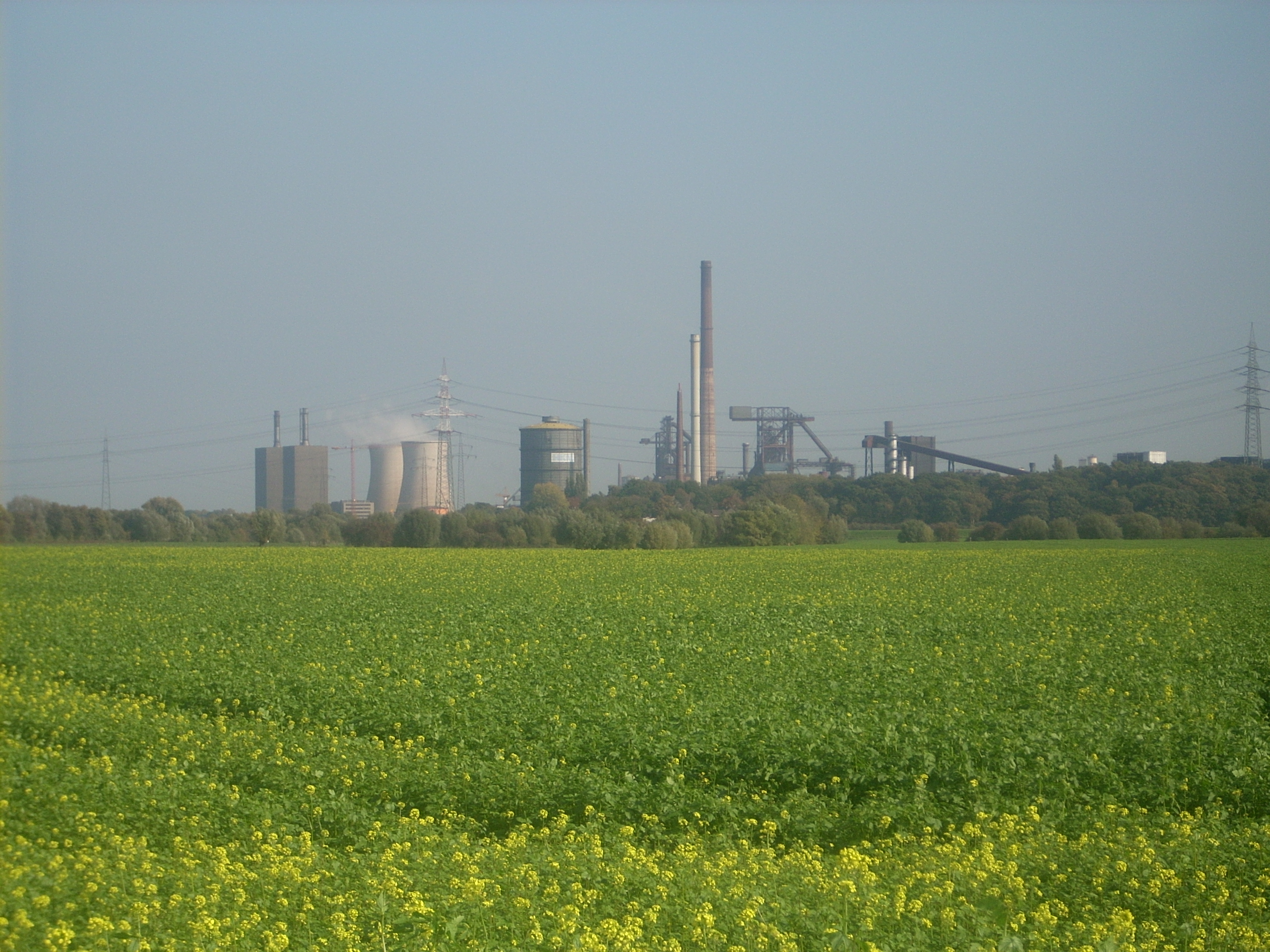
Blick von Duisburg-Mündelheim (im Vordergrund die Rheinauen)